# Xã Seward, Quận Kendall, Illinois
Xã Seward (tiếng Anh: Seward Township) là một xã thuộc quận Kendall, tiểu bang Illinois, Hoa Kỳ. Năm 2010, dân số của xã này là 4.455 người.